# Эрцхаузен
Эрцхаузен (нем. Erzhausen) — община в Германии, в земле Гессен. Подчиняется административному округу Дармштадт. Входит в состав района Дармштадт-Дибург.  Население составляет 7479 человек (на 31 декабря 2010 года). Занимает площадь 7,4 км².